# ルドヴィーク・ヴァツリーク
ルドヴィーク・ヴァツリーク（Ludvík Vaculík チェコ語発音: [ˈludviːk ˈvatsuˌliːk]、1926年7月23日 - 2015年6月6日）はチェコの著作家、ジャーナリスト。モラビアン・ワラキアのBrumov出身。著名なサミズダート作家であり、1968年に発表した二千語宣言の起草者として最も有名。

## 1968年以前
チェコスロバキア大統領で共産党第一書記であるアントニーン・ノヴォトニーと仲間の保守派は、1967年6月の第三次中東戦争の後、知識人と作家に対してより抑圧的な姿勢をとっていた。その翌日、共産党の一員でもあったヴァツリークは第4回作家連合会議(the Fourth Congress of the Union of Writers)に出席した。他の出席者には共産主義者のパヴェル・コホウト、イヴァン・クリーマ、ミラン・クンデラ、非党派のヴァーツラフ・ハヴェルがいた。ヴァツリークは党の指導的役割を不必要と拒絶し、その制限的な文化施策と社会問題への取り組みの失敗を批判するという煽動的な演説を行った。ハヴェルはヴァツリークの発言に対する仲間の作家の反応を想起した。一方で彼らは「誰か1人が真実を語ったことを喜んだが、その喜びは政治レベルでの直接的な対立がどこまでも続くかどうかについての疑念や権力の中心による反撃を刺激する恐怖により鎮められた」。ノヴォトニーとその支持者は議会の後実際に作家連合を制御しようとしたが失敗した。会議での反ノヴォトニーの感情をもったヴァツリークと他の作家の演説は、保守的なノヴォトニー支持者と最終的にノヴォトニーを崩壊させた穏健派の党幹部のメンバーとの間のギャップを広げた。

## プラハの春と二千語宣言
共産党の最も革新的な党員の1人であり、1968年1月に党の指導者となったアレクサンデル・ドゥプチェクよりも過激派であった。したがって、ヴァツリークらは全体として4月の行動計画の改革が最低限必要であり、迅速に確実に実施すべきだと感じていた。次の党会議選挙の投票者に影響を与えることを目指して、いくつかのプラハの主要な新聞に「労働者、農民、科学者、芸術家、全ての人に対する二千語」を有名人の署名を付けて発表した。この日は1968年6月27日で、予備検閲が国会で廃止された次の日であった。

二千語宣言の中で、批判、デモ、ストライキにより「権力を悪用した人々の辞任を求めた」。ワルシャワ条約機構の「外国の軍隊がチェコスロバキアの内部発展に介入する可能性がある」による改革に関する「最近の懸念」を表明した。もしこれが起こった場合、以下のようだと述べている。
…the only thing we can do is to hold our own and not indulge in any provocation. We can assure our government—with weapons if need be—as long as it does what we give it a mandate to do.

### 二千語宣言の影響
全体的に穏やかな語調とマルクス・レーニン主義の正統性にも関わらず、二千語宣言は軍事介入の場合に大衆の行動を求めており、したがってヴァツリークの1967年に演説のように党の指導的役割を否定している。これはチェコスロバキア全体の知識人と労働者の両方に評判が良く、この評判は党が正式に非難した後にのみ上がった。ソ連に関する懸念も大きく高まった。二千語宣言の後、レオニード・ブレジネフの党指導部は1956年のハンガリー動乱の進展と同じ状況を見て、プラハの春を述べるのに初めて「反革命」という言葉を用いた。反革命が起こっていたとすると（そして、ソ連は他の急進派が行動を続け、ドブチェクが信頼を失ったため、チェコスロバキアの事件をそういうものとして分類するようになった）、1968年8月20,21日に発生したワルシャワ条約機構軍による脅迫と侵略をソ連が経験したように、社会主義は正当とみなされた。社会主義が脅かされていると思われる場所で力を使うことへの受容というこの方針は。ブレジネフの教義として知られるようになり、ヴァツリークの二千語宣言はこの早期適用への不可欠な段階であった。

## 反体制者として
1969年にグスターフ・フサークが権力を握り検閲が増えた後、ヴァツリーク（その時は党員ではない）はチェコスロバキアの反体制派の作家サークルの一員であった。1973年、サミズダート叢書のEdice Petlice (Edition Padlock)を始め1979年まで続けた。党の秘密警察によるいやがらせがあったものの、この叢書に従うものもいた。ヴァツリーク含むサミズダートの著者のいくつかは西側諸国でも出版した。
サミズダート作家の中心は最終的に憲章77の基礎資料を発展させ署名した。ヴァツリークは1976年12月の第2回計画会議に出席している。1977年1月6日、ヴァツリークはハヴェルと俳優のPavel Landovskýとともに憲章のコピーを郵便局へ持っていきチェコスロバキア政府に送ろうとした。3人の車は党の秘密警察に止められ、尋問に連れていかれた。その後、署名についても尋問され、自宅も調査を受けた。
しかし、1978年末、憲章者の批判の傾向を助ける記事 "Remarks on Courage" を発表した。最初の署名者のほとんどが、プラハのブルノの知識人からのものであり、ヴァツリークらは彼らに対して、孤立して一般市民が憲章77に関係することができなくなると警告した。批判は憲章の神話化に反対に働き、その立場と役割についての継続的な議論を確実にした。

## 共産主義以降
ヴァツリークは著作活動を続けた。作品の公式の禁止は1989年後半に解除された。様々なチェコの政治的・文化的問題を主に取り上げる（共産主義時の地下での活動の多くがそうであったように）Lidové novinyに週一のコラムを持っていた。

## 死
2015年6月6日にプラハで88歳で自然死した。

## 主な著作
- The Axe (1966)[24]
- The Guinea Pigs (1970)[25]
- Český snář (The Czech Dreambook) (1980)[26]
- A Cup of Coffee With My Interrogator: The Prague Chronicles of Ludvík Vaculík (1987)[27]